# Rebecca Rigg

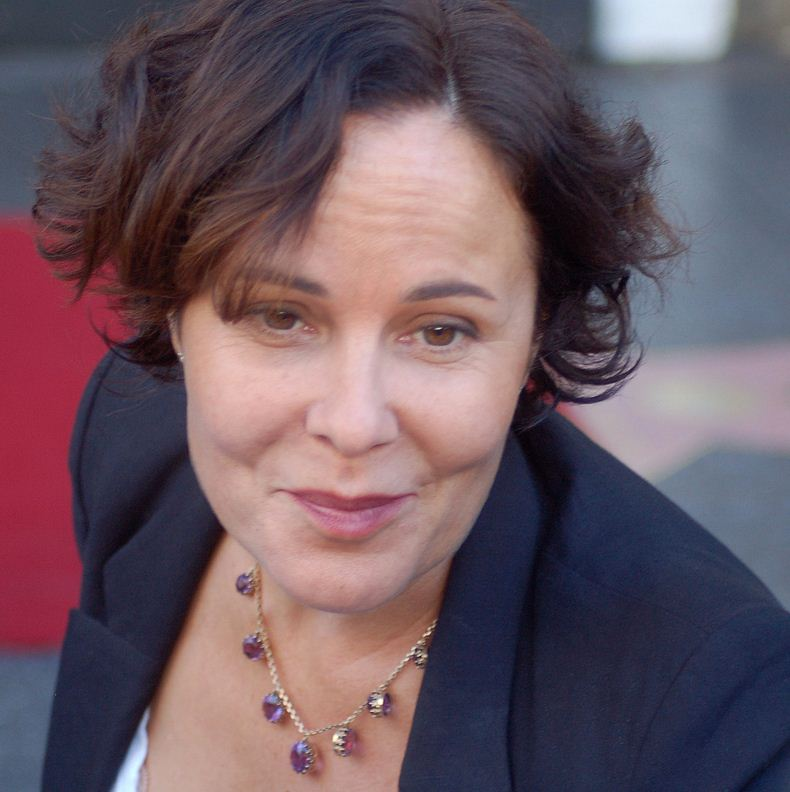
Rebecca Rigg (2013)

Rebecca Jane Rigg (* 31. Dezember 1967 in Gold Coast, Queensland) ist eine australische Schauspielerin.

## Leben
Rebecca Rigg besuchte in Sydney dieselbe High School wie die Oscar-Preisträgerin Nicole Kidman und wirkte unter anderem in den Filmen Alien Cargo und Ellie Parker mit. Seit 1998 ist sie mit Schauspieler Simon Baker verheiratet. Das Paar hat drei gemeinsame Kinder, eine Tochter (* 1993) und zwei Söhne (* 1998, 2001).  Im Januar 2021 wurde ihre Trennung bekannt. Rebecca, ihre Tochter Stella Baker und ihr Sohn Claude hatten alle Gastauftritte in Episoden der TV-Serie The Mentalist, in der ihr Ehemann die Hauptrolle spielt.

## Filmografie (Auswahl)
- 1980: Fatty Finn
- 1982–1984: A Country Practice (Fernsehserie, 28 Folgen)
- 1988: Emma – Königin der Südsee (Fernsehserie, 4 Folgen)[4]
- 1990: Raw Nerve
- 1991: Hunting
- 1993: S.O.S über dem Pazifik (Mercy Mission: The Rescue of Flight 771)
- 1996: Jerry Maguire – Spiel des Lebens (Jerry Maguire)
- 1997–1998: Michael Hayes – Für Recht und Gerechtigkeit (Michael Hayes, Fernsehserie, 20 Folgen)
- 1998–1999: L.A. Doctors (Fernsehserie, neun Folgen)
- 1999: Alien Cargo (Fernsehfilm)
- 2001: Das Zugunglück (The Day of the Roses, Fernsehfilm)
- 2005: Ellie Parker
- 2009: The Mentalist (Fernsehserie, Folge 1x19)
- 2010: Fair Game – Nichts ist gefährlicher als die Wahrheit (Fair Game)